# An Unseen Enemy
An Unseen Enemy er en amerikansk stumfilm fra 1912 af D. W. Griffith.

## Medvirkende
- Lillian Gish
- Dorothy Gish
- Elmer Booth
- Robert Harron
- Harry Carey